# Anche un uomo/Se il mio canto sei tu
Anche un uomo/Se il mio canto sei tu è il 121° singolo di Mina, pubblicato a marzo del 1979 dall'etichetta privata dell'artista PDU e distribuito dalla EMI Italiana.

## Il disco
Anticipa l'album Attila di fine anno ed è il primo singolo dopo l'addio della cantante al contatto con il pubblico e ai palcoscenici. Tuttavia Mina non smetterà di cantare, anzi continuerà a pubblicare musica al ritmo di almeno un nuovo album e un singolo all'anno.

### Genesi
Dopo 20 anni dall'ultima trasmissione, la Rai, a sorpresa, chiede a Mike Bongiorno una moderna riproposizione del suo popolare quiz Lascia o raddoppia?, rivisitato con una scenografia "spaziale". Mike accetta, accantonando il suo nuovo tele quiz già pronto, sceglie questa canzone di Mina come sigla finale del programma e secondo consuetudine firma, in qualità di autore del programma insieme al «signor no» Ludovico Peregrini (co-autore), il testo della canzone. Il pezzo, di delicata e struggente sensibilità, è in realtà del paroliere Alberto Testa, che a sua volta usa come pseudonimo il nome della moglie: Dina Tosi.
Mentre il remake del programma tv di Mike non avrà i riscontri di pubblico sperati e sarà rimpiazzato proprio dal suo nuovo Flash, il singolo di Mina ha un discreto successo e scala la classifica settimanale fino al nono posto, per risultare 45° a fine anno; da una parte per merito della sigla, dall'altra per la giovanile freschezza del brano sul lato B.

## Tracce
Lato A
1. Anche un uomo – 4:50 (testo: Alberto Testa, Mike Bongiorno, Ludovico Peregrini – musica: Anselmo Genovese; edizioni musicali PDU/Curci)

Lato B
1. Se il mio canto sei tu – 4:20 (testo: Paola Blandi – musica: Beppe Cantarelli; edizioni musicali PDU/Blue Team)

Gli arrangiamenti e la direzione d'orchestra sono di Celso Valli (lato A) e Beppe Cantarelli (lato B).